# Yoann Provenzano
Yoann Provenzano, né le 7 janvier 1992 à Vevey, est un humoriste suisse.

## Biographie
Yoann Provenzano naît le 7 janvier 1992 à Vevey, dans le canton de Vaud. Il possède également la nationalité italienne (originaire de Lecce, en Italie). Son père, Carlo Provenzano, est restaurateur.
Il grandit à Villeneuve et suit sa scolarité, pendant laquelle il est victime de grossophobie, dans la même classe que Bastian Baker. Après le gymnase, il étudie le français et l'anglais à l'Université de Lausanne.
Il joue au football en deuxième ligue à Montreux.
Il habite Vevey.

### Parcours artistique
En 2012, il participe au Banane Comedy Festival se tenant sur le site de l'École Polytechnique Fédérale de Lausanne. Il atteint la finale, que remporte Thomas Wiesel.
L'année suivante, il réalise une série de vidéos humoristiques destinées aux personnes de son entourage et les publie sur le réseau social Facebook, ce qui lui permet de toucher un public plus large,. Il déclare s'inspirer de Sebastian Maniscalco (en).
En 2015, il joue son premier sketch pour le Montreux Comedy Festival, événement pour lequel il se produit à nouveau en 2016 et 2018,,. 
C'est en 2016 qu'il réalise son premier spectacle Seul(s) dans ma tête. L'année suivante, il s'essaie à la radio et tient une chronique dans l'émission Les bras cassés sur la radio Couleur 3. En 2018, il participe à une émission pour les droits de l'enfance Cœur à Cœur en faisant la promotion de la cause sur les réseaux sociaux.
Entre le 7 janvier 2019 et le 26 juin 2020, il anime l'émission matinale En attendant la gloire sur Couleur 3 aux côtés de Laura Chaignatt,.
À la suite d'une audition de la RTS le 1er juillet 2020, il est sélectionné pour devenir le nouvel animateur du jeu télévisé Cash, en remplacement d'Enzo et Vanessa.

## Spectacles
- 2016 : Seul(s) dans ma tête
- 2023 : Le spectacle est permanent[4]